# Ульфа (река)
Ульфа (нем. Ulfa) — река в Германии, протекает по району Веттерау земли Гессен. Правый приток Нидды. Площадь водосборного бассейна составляет 25,77 км².
Протекает через район Ульфа города Нидда. Устье находится в районе Унтер-Шмиттен.
Притоки: Грайнбах, Кальтер-Грунд (левые), Дибах (правый).